# 野球界の永久欠番
世界の野球界の永久欠番（やきゅうかいのえいきゅうけつばん）では、原則としてほとんどプロ野球の元名選手等の関係者に対して永く称えるために適用される今の選手には与させないその欠番について述べる。

## 概要
野球界における永久欠番の歴史は1939年、MLBアメリカン・リーグのニューヨーク・ヤンキースでルー・ゲーリッグが使用していた4を欠番としたことに始まる。当時ゲーリッグは、現代でも不治の病とされる筋萎縮性側索硬化症（ALS、死後「ルー・ゲーリッグ病」とも呼ばれる）で引退を余儀なくされたが、戻ってくるまで他の誰にも使わせずに開けておくとする事でチームに居続けることができるとして歓喜した。
当初はあくまでもヤンキースという一つの球団によるゲーリッグ個人に対してだけの措置であったが、ナショナル・リーグでニューヨーク・ジャイアンツが1944年にカール・ハッベルの11を永久欠番に指定し、ナショナルリーグ初の永久欠番となった事で、徐々に広がり各チームが永久欠番を導入していった。ドジャース、レッドソックス、アスレチックスなど多くのチームは、選手のアメリカ野球殿堂入り・チームが定める在籍年数など永久欠番とするための条件を有している。また、選手以外にもファン、オーナー、球場アナウンサーが永久欠番を与えられて顕彰されたり、永久欠番と同様の顕彰を受けているケースもある。
1997年4月15日、メジャーリーグは20世紀初のアフリカ系アメリカ人選手としてメジャーリーグに出場し、後世のアフリカ系アメリカ人選手たちがメジャーリーグでプレーする道を切り拓いたジャッキー・ロビンソンの功績を讃え、マイナーリーグを含む全てのチームでロビンソンの背番号「42」を永久欠番とした。しかし、「42」が永久欠番に指定された時点で既に背番号「42」を使用していた選手やコーチには例外規定が設けられ、彼らは引退するまで（途中でチームを移籍しても）背番号「42」の使用を許された。モー・ボーンもその例外の一人であり、彼はキャリアを通じて「42」を背負い続け、最後にこの番号を着用したアフリカ系アメリカ人選手となった。当初は約20人の選手やコーチがこの例外規定の対象となっていたが、2013年シーズンに引退したニューヨーク・ヤンキースのマリアノ・リベラを最後に、例外として認められる人物はいなくなった。ジャッキー・ロビンソンの功績はもちろんのこと、永久欠番の珍しさもあり、アメリカ国外のプロ野球において、アフリカ系の選手がすすんで背番号「42」を選択することがある。特に日本では、「42」が「死」を連想させる忌み数として避けられる傾向があり、他国以上に「42」がアフリカ系の選手に特有の背番号となっている。
その他マイナー・リーグにおいても永久欠番が独自で制定されている。
日本のプロ野球においてもかなり早い段階で導入している。読売ジャイアンツでプレーしていた黒沢俊夫が1947年6月23日に腸チフスにより33歳の若さで急死。それを受けて1947年7月9日に沢村栄治の「14」とともに「4」が日本のプロ野球界として史上初の永久欠番に指定された。なお、この時点でMLBで永久欠番に指定されていたのは上述のゲーリッグの「4」とハッベルの「11」のみである。
日本のプロ野球で、傘下に社会人野球扱いの女子チームを保有している、あるいは別組織の女子チームと提携・協力関係をもつ球団の場合、母体球団の永久欠番については読売ジャイアンツ女子チームでは適用している一方、阪神タイガース Womenや埼玉西武ライオンズ・レディースでは適用していないため、両球団とも実際に着用した選手が在籍したことがある。

## 日本プロ野球（NPB）の永久欠番
| dagger | 野球殿堂表彰者 |

| チーム                                               | 番号 | 対象の選手名     | ポジション | 指定期日       | 備考 |
| ---------------------------------------------------- | ---- | ---------------- | ---------- | -------------- | --- |
| 読売ジャイアンツ                                     | 1    | 王貞治           | 内野手     | 1989年3月16日  | 1980年の現役引退後、助監督・監督時代（1981年 - 1988年）にも使用している。 |
| 読売ジャイアンツ                                     | 3    | 長嶋茂雄         | 内野手     | 1974年11月21日 | 第2期監督時代の2000年 - 2001年にも使用している。 |
| 読売ジャイアンツ                                     | 4    | 黒沢俊夫         | 外野手     | 1947年7月9日   | 日本野球界初の永久欠番の一つ。1947年のシーズン途中に現役のまま腸チフスで急死。 |
| 読売ジャイアンツ                                     | 14   | 沢村栄治         | 投手       | 1947年7月9日   | 日本野球界初の永久欠番の一つ。引退する1943年まで使用していたが、翌年に戦死した。 |
| 読売ジャイアンツ                                     | 16   | 川上哲治         | 内野手     | 1965年1月18日  | 1958年の現役引退後、コーチ・監督時代（1959年 - 1964年）も使用している。 |
| 読売ジャイアンツ                                     | 34   | 金田正一         | 投手       | 1970年4月2日   | |
| 阪神タイガース                                       | 10   | 藤村富美男       | 内野手     | 1958年11月30日 | 球団創設メンバーとして10を着用し、その後引退とともに永久欠番とされた。そのため、阪神で背番号10を着用した経験を持つ選手は藤村のみであり、「一人の選手だけが着用した永久欠番」はNPB唯一である。 |
| 阪神タイガース                                       | 11   | 村山実           | 投手       | 1972年11月2日  | 第2期監督時代の1988年 - 1989年にも使用している。 |
| 阪神タイガース                                       | 23   | 吉田義男         | 内野手     | 1987年10月13日 | 1969年の現役引退以降、相応しい人物の入団まで欠番とされたが、結局使用した選手がいないまま、1987年の第二次監督退任に伴い正式に永久欠番とされた。                                                |
| 中日ドラゴンズ                                       | 10   | 服部受弘         | 投手       | 1960年3月20日  | 二軍監督時代の1977年にも使用している。 |
| 中日ドラゴンズ                                       | 15   | 西沢道夫         | 内野手     | 1959年3月15日  | ヘッドコーチ・監督時代の1963年 - 1966年にも使用している。 |
| 広島東洋カープ                                       | 3    | 衣笠祥雄         | 内野手     | 1987年9月21日  | [ 注釈 13 ] |
| 広島東洋カープ                                       | 8    | 山本浩二         | 外野手     | 1986年10月27日 | 第2期監督時代の2001年 - 2005年にも使用している。 |
| 広島東洋カープ                                       | 15   | 黒田博樹         | 投手       | 2016年11月1日  | 2008年のMLB移籍から、2015年に広島に復帰するまでの間も欠番となっていた。 |
| 埼玉西武ライオンズ                                   | 24   | 稲尾和久         | 投手       | 2012年7月4日   | 1970年の現役引退後も、1972年までは稲尾自身が監督として着けていた。 その後、40年の時を経て欠番に指定された。                                                                                   |
| 北海道日本ハムファイターズ                           | 100  | 大社義規         | オーナー   | 2009年2月1日   | 2009年度の野球殿堂入りを記念し、永久欠番に制定された。 |
| 東北楽天ゴールデンイーグルス                         | 10   | ファンナンバー   | その他     | 2004年12月17日 | スターティングメンバーの9人に続く10人目、サブメンバーの一人という意味。 |
| 東北楽天ゴールデンイーグルス                         | 77   | 星野仙一         | 監督       | 2018年3月26日  | NPB初の「監督」の永久欠番である。 |
| オイシックス新潟アルビレックス・ベースボール・クラブ | 10   | サポーター背番号 | その他     | 2007年         | 新潟のプロ野球団実現を望みながら急死した野球少年にちなむ形でBCリーグ時代に指定された（詳細は後述）。イースタン・リーグ加入に際して「サポーター背番号」の意味合いを併せ持つ形に変更された。    |
| オイシックス新潟アルビレックス・ベースボール・クラブ | 22   | 高津臣吾         | 投手・監督 | 2012年9月22日  | BCリーグ時代の2012年に制定。 |

解消した永久欠番
- 近鉄バファローズは鈴木啓示の現役引退を機に、1985年7月31日づけで1を永久欠番に指定した[注釈 23]。その間、鈴木が監督に就任した直後の1993年に、ドラフト5位で入団した大島公一がアマチュア時代に長く着用していた経緯から、永久欠番であることを承知の上で1を希望するという出来事があった[注釈 24][7]。その後、2004年の近鉄とオリックスとの合併を受けて、鈴木本人がオリックス球団から背番号1をオリックスの永久欠番にすることを相談されたが、本人が辞退し[8]、合併後のオリックス・バファローズでは背番号1は永久欠番ではなくなった。合併後最初に背番号1を背負ったのは、合併前のオリックスからの継続となった後藤光尊だった。

### 名誉番号（準永久欠番）
偉大な功績をあげた選手が退団する際、その功績を讃え着用していた背番号を「名誉番号」「準永久欠番」として、前任選手や球団の「預かり」という形で一定の期間空き番号としておく場合がある。MLBにおいては「Honored (Honoured)  Number」と称されている。
名誉番号が制定される経緯としては、移籍によって退団した選手が再び球団に戻ってきたときに備えて欠番としておく場合や、その番号を「継承」するにふさわしい選手の台頭を待つことを目的とする場合、永久欠番とすることを検討したものの選手本人に固辞されたり反対意見があったりなどして正式決定に至らなかった場合、不慮の死などに見舞われた人物への追悼の意味を込めてその背番号を凍結する場合、など様々なものがある。
また球団によっては、一部の番号について一般的な名誉番号とは一線を画し、その番号の「継承」に関して一定の明確な条件を定めていることもある（東京ヤクルトスワローズの1など）。

#### 継続中の名誉番号（通算5年以上のみ）
ここでは、対象番号が現役球団関係者より「名誉番号」「準永久欠番」「欠番とする」と公式に表明され、かつ通算5年以上欠番状態が続く番号、もしくは長期間欠番状態が続く、事実上の永久欠番の番号を記載する。ただし、2009年から欠番となっている日本ハムの「00」と「0」は趣旨が異なるためここに記載せず、「その他」の節に掲載する。
| チーム                     | 番号 | 欠番対象者     | ポジション   | 欠番期間 | 備考 |
| -------------------------- | ---- | -------------- | ------------ | -------- | --- |
| 阪神タイガース             | 6    | 金本知憲       | 外野手       | 2013年 - | 2012年の現役引退の際に永久欠番にすることが検討されたが、金本が固辞した事もあり見送られた。 2016年～2018年の監督在任中に再び着用したが、退任後はふさわしい選手が出てくるまで再び欠番となっている。                                                                       |
| オリックス・バファローズ   | 51   | イチロー       | 外野手       | 2001年 - | 2001年MLB移籍後、そのまま誰も使用しないまま、2019年シアトル・マリナーズで現役を引退。それを受け、球団は改めて「事実上の永久欠番」としての扱いを継続する事を表明した。マリナーズでは2025年に彼が着けていた51番が永久欠番に認定されたが、オリックスでは認定されていない。 |
| 北海道日本ハムファイターズ | 11   | ダルビッシュ有 | 投手         | 2018年 - | 2012年のダルビッシュのMLB移籍後、1年空けて新入団の大谷へ継承された。 2018年の大谷のMLB移籍後、球団は「2人に匹敵するスター選手が登場するまで」として連名での欠番とする事を表明。 エスコンフィールドHOKKAIDO内の施設である『TOWER11』でこの2選手を称えている。            |
| 北海道日本ハムファイターズ | 11   | 大谷翔平       | 投手・外野手 | 2018年 - | 2012年のダルビッシュのMLB移籍後、1年空けて新入団の大谷へ継承された。 2018年の大谷のMLB移籍後、球団は「2人に匹敵するスター選手が登場するまで」として連名での欠番とする事を表明。 エスコンフィールドHOKKAIDO内の施設である『TOWER11』でこの2選手を称えている。            |
| 北海道日本ハムファイターズ | 86   | 大沢啓二       | 監督         | 1995年 - | 2010年に死去した際に永久欠番化が検討されたが、最終的には見送られた。 ただし、現在も欠番状態が継続中であり、また、東急・東映などの前身球団を含めた球団史上でも、86は大沢しか使用していない。                                                                             |
| 福岡ソフトバンクホークス   | 15   | 藤井将雄       | 投手         | 2001年 - | 2000年10月に現役のまま病死。その際、永久欠番化が検討され、さらにその後も15を使用した選手は一人もおらず、親会社がソフトバンクに変わった現在も欠番のままである。 |
| 福岡ソフトバンクホークス   | 89   | 王貞治         | 監督         | 2009年 - | 2008年限りでの監督退任後、永久欠番化も検討されたが王本人が辞退。しかしその後は長期間欠番状態が続いている。 |
| 千葉ロッテマリーンズ       | 9    | 福浦和也       | 内野手       | 2020年 - | 2019年1月に福浦が現役引退を発表したと同時に、翌年より9番を欠番にすることを球団が表明した。 |
| 千葉ロッテマリーンズ       | 26   | ファンナンバー | その他       | 2005年 - | 2005年よりファンのための番号として事実上の永久欠番にしている。これはベンチ入り25人の選手に次ぐ「26番目の選手」の意味である。 試合中、ベンチには26のユニフォームが飾られており、また、ホーム開幕戦での始球式に登板する人物が26番を着用することがある。                   |

#### かつて欠番指定された番号
球団から明確に欠番指定されてから、後継の選手に継承されてその役割を終えた時点までの期間を記載。
†：野球殿堂表彰者
- 読売ジャイアンツ
  - 55 - 松井秀喜†（外野手）2003年 - 2008年、2014年 - 2021年
    - 2003年MLBに移籍後、2009年から13年まで大田泰示が着用。その他の期間は、松井が2012年に現役を引退した後も欠番状態が続き[16]、2022年に後継者として秋広優人が着用することになるも[19]、2025年途中にソフトバンクに移籍して空き番となった。

- 阪神タイガース
  - 1 - 鳥谷敬（内野手）2020年 - 2022年
    - 2020年にロッテに移籍したあと、球団はふさわしい選手が現れるまで準永久欠番扱いとする方針を固めた[20]。2023年からドラフト1位で入団した森下翔太が着用することとなった[21]。

  - 31 - 掛布雅之†（内野手）2014年 - 2015年、2018年
    - 1988年に引退した後、背番号については欠番に指定することなく複数の選手が着用していたが[注釈 27]、2014年に林威助の退団と同時に掛布がゼネラルマネジャー付育成&打撃コーディネーター（DC）として阪神に復帰したことを機として、掛布の後を継ぐに足る選手が台頭するまで31を凍結する方針を固めた[22]。2016年に掛布が二軍監督に就任した際に着用し、2017年シーズン限りでの退任後再び欠番となった後、掛布自身が「背番号は僕のものでもなんでもなく球団のもの」であるとして判断を球団に委任した。その後は2019年から2022年まで外国人選手のジェフリー・マルテが[23]、2025年のシーズン途中からは投手の早川太貴が着用し、掛布の後を継ぐ選手の番号という意味合いは薄らいでいる。

  - 53 - 赤星憲広（外野手）2010年 - 2013年、2015年 - 2017年
    - 赤星の引退は試合中の怪我による電撃的な引退であったこともあって欠番とされていたが[24]、2014年途中に入団した建山義紀投手がこの番号を継承し[25]、その後は3年間欠番になった後、2018年にドラフト4位で入団した島田海吏が継承した[26]事でその役割を終えた。

- 中日ドラゴンズ
  - 13 - 岩瀬仁紀†（投手）2019年
    - 2018年の引退後、「後継者にふさわしい選手が台頭するまで空き番号とする」とされた[27]。その後、2020年から橋本侑樹に継承されその役割を終えた[28]。

- 広島東洋カープ
  - 1 - 前田智徳（外野手）2014年 - 2018年
  - 7 - 野村謙二郎（内野手）2006年 - 2012年
  - 9 - 緒方孝市（外野手）2010年 - 2013年
  - 20 - 北別府学†（投手）1995年 - 2002年
    - 4人共、引退時に球団の「名誉番号」として預かり番号の指定をされ、本人推薦の元で継承されたものである。
    - 20は2003年に永川勝浩、7は2013年に堂林翔太、9は2014年に丸佳浩、1は2019年に鈴木誠也[29]にそれぞれ継承され、その役割を終えたが、1は鈴木が2022年にシカゴ・カブスに移籍して以降、正式な発表がないまま欠番状態となっている。

  - 25 - 新井貴浩（内野手）2019年 - 2022年
    - 2018年に新井が現役を引退した際、球団が「しばらくは凍結する」として、ふさわしい選手が出るまで欠番扱いにすることを表明した。その後、2023年に新井が監督に就任した際に再び着用した。
- 東京ヤクルトスワローズ（ヤクルトスワローズ）
  - 6 - 宮本慎也（内野手）2014年 - 2020年
    - 2013年の現役引退後、ふさわしい選手が出るまで欠番指定された。その後、2021年から元山飛優が着用することになりその役割を終えたが、2024年に元山が西武に移籍して以降、再び空き番となっている。

  - 8 - 大杉勝男†（内野手）1984年
    - 引退時の1983年11月9日に「保留欠番とし、来春3月下旬に引退試合を行うことを決めた」と発表[注釈 28]。1年の期間をおいて、1985年から広沢克己に継承された。

  - 27 - 古田敦也†（捕手）2008年 - 2021年
    - 2007年での現役引退後、正捕手の番号[注釈 29]として、球団・古田本人のいずれかが推薦する捕手が出るまで欠番となっていた。2022年から中村悠平に継承された[19]。
- 横浜DeNAベイスターズ
  - 18 - 三浦大輔（投手） 2017年 - 2018年、2021年
    - 2016年の現役引退時に、横浜ナンバーと称し「チームを牽引し象徴となるべき存在がつける番号」として、球団と三浦の双方の合意を得たふさわしい選手が出るまで欠番とした[30]。2019・20年には三浦自身がコーチ・二軍監督として着用したが、2021年の一軍監督就任と同時に81に変更。2022年から小園健太に譲った。

  - 25 - 筒香嘉智（外野手） 2020年 - 2024年途中
    - 2020年のMLB移籍時、球団代表が「彼が現役の間、他の選手が付けることはない。帰ってきたときのためにも」として、筒香が引退するかNPBに復帰するまで欠番にすることを表明[31]、2024年途中に筒香がDeNA復帰し、再び本人が着用することになった。

- オリックス・バファローズ（阪急ブレーブス、オリックス・ブレーブス、オリックス・ブルーウェーブ）
  - 7 - 福本豊†（外野手）1992年 - 2000年
    - 引退後、球団名が「オリックス・ブレーブス」となった1989年から、「オリックス・ブルーウェーブ」となった1991年までのコーチ・二軍監督時代も使用。福本退団後の1992年、新加入の田口壮に7番が提示されたが、本人が「恐れ多い」として辞退し6を着用したため、その後は特別な番号として2000年まで欠番状態が続いた。2001年以降は断続的に使用されている[注釈 30]。

- 福岡ソフトバンクホークス（福岡ダイエーホークス）
  - 2 - 城島健司（捕手）2006年 - 2009年
    - 城島のMLB移籍と共に、将来的な復帰を想定して凍結していた。しかし、2010年に城島がソフトバンクではなく阪神でNPBに復帰した事で、球団として欠番指定を解除し、城島の出身高校の後輩に当たる今宮健太が継承した[32]。

  - 9 - 小久保裕紀（内野手）2004年 - 2006年
    - 2003年シーズン終了後に巨人へ無償トレードした際に、将来的な復帰を想定して「監督預かり」としており[15]、小久保がホークスに復帰した2007年から引退する2012年まで再び使用した。引退後は3年間欠番になった後、2015年に柳田悠岐が継承した。

- 埼玉西武ライオンズ
- （西鉄ライオンズ時代）
  - 3 - 大下弘†（外野手）1960年 - 1967年
    - 1959年限りで引退した際、「大下選手の名に恥じない選手が出ればその選手に渡す。またその際には大下選手の同意を求める」という当時の西亦次郎球団社長の意向で当分の間欠番としていたが[33]、 1968年に大下が古巣・東映フライヤーズの監督に就任し、さらに背番号3をつけた事で自ら背番号を返上、その年に中日から移籍した広野功が使用する事になった[注釈 31]。

  - 6 - 中西太†（内野手）1970年 - 1972年
    - 1969年の引退後、相応しい選手が出るまで欠番とされていたが、1972年暮れに西鉄から福岡野球株式会社（「太平洋クラブライオンズ」）への売却後に「もう新球団になったんだからいいじゃないか」として、当時の稲尾和久監督の推薦で菊川昭二郎に継承された。
- （西武ライオンズ・埼玉西武ライオンズ時代）
  - 27 - 伊東勤†（捕手）2004年 - 2006年、2011年
    - 2003年の現役引退及び監督就任に伴い、自らが後継者として認める正捕手が出るまで欠番とした。その後、2006年に細川亨が、さらに細川の移籍後は1年の空白を置いて2012年に炭谷銀仁朗が継承し、その役割を終えた[注釈 32]。

- 東北楽天ゴールデンイーグルス
  - 18 - 田中将大（投手）2014年 - 2020年
    - 2014年にニューヨーク・ヤンキースに移籍したことで、「ふさわしい選手が出るまで欠番」扱いとなったが、2021年に田中の楽天への復帰が決まり、再び本人が着用することになった。その後、2024年シーズンをもって退団（巨人へ移籍）した後は再び空き番となっている。

  - 19 - 野村克也†（監督）2010年 - 2016年
    - 2009年限りで監督を退任した際に名誉監督というポストで永久欠番とすることが提案されたものの[34]、正式な発表がなされないまま欠番扱いの状態が続いていた。その後、2017年に藤平尚真が着用する事で欠番状態が解消された[35]。

#### その他
- 福岡ソフトバンクホークス
  - 90 - 景浦安武（外野手）1973年 - 2015年
    - 景浦は、水島新司の野球漫画『あぶさん』に登場する南海ホークスの架空の主力選手。
    - 景浦が背番号90を着用していたことから、1973年の連載開始とともに、連載に合わせる形で球団は南海からダイエーを経てソフトバンクに至るまで90を凍結していた（なお、1973年の連載開始以前、球団創設の時点からホークスで背番号90を着用した者はいなかった）。2014年の連載終了後、永久欠番にすることも考慮されていたが、水島の了解を得た上で2016年からロベルト・スアレスが着用することとなり[36]、欠番状態が解消された。スアレスの退団[37]以降は再び欠番となるが、2021年シーズンからはヘッドコーチに就任した小久保裕紀が着用し、その後の二軍・一軍監督就任後も継続着用している[38]。
- 北海道日本ハムファイターズ
  - 00・0 - 欠番扱い（その他）2009年 - 
    - 00はカルロス・ミラバルを最後に、0は古城茂幸を最後に、それぞれ着用者がおらず、「0や00から始まるのはおかしい」として、2008年のシーズン終了後に両番号の使用を停止することを球団が発表した[39]。
- 横浜DeNAベイスターズ
  - 100 - 欠番扱い（球団に対して貢献のある複数の著名人に贈呈したユニフォームの背番号）1997年 - 2011年
  - 1997年より、100を永久欠番と称して、1997年11月11日の桃原功（元宜野湾市議会議員）を最初に、球団に対して貢献が認められた複数の著名人に対し100番が入ったユニフォームを贈呈していた。その後、2012年に育成ドラフト1位で入団した今井金太が100番を着用したことにより、この取扱いは廃止された。

## 韓国プロ野球（KBO）の永久欠番
韓国では、1986年にOBベアーズ（現在の斗山ベアーズ）に捕手として在籍していた金栄伸の54を制定したことに始まる。永久欠番に指定されている選手は現在で16人いる。

## 台湾プロ野球（CPBL）の永久欠番
| dagger | 台湾棒球名人堂の野球殿堂入り表彰者 |

| チーム             | 番号 | 欠番対象者       | ポジション | 制定年月日 | 備考 |
| ------------------ | ---- | ---------------- | ---------- | ---------- | --- |
| 中信兄弟           | 23   | 彭政閔           | 内野手     | 2019年     | チームに19年間在籍。台湾プロ野球史上最高となる出塁率.425をマーク。 |
| 中信兄弟           | 67   | 曽紀恩           | 監督       | 2012年     | 初代監督。球団社長も務めた。2012年3月25日指定。 |
| 統一ライオンズ     | 1    | ファンナンバー   | その他     | 2015年     | 年間スローガンの発表式で制定された。 |
| 統一ライオンズ     | 56   | 劉芙豪           | 外野手     | 2022年     | チーム史上初となる1000安打、100本塁打、100盗塁をマークし、3連覇に大きく貢献した。                                                                                                  |
| 富邦ガーディアンズ | 39   | マイク・ローリー | 投手       | 2022年     | 台湾プロ野球の外国人選手としては史上初となる100勝をマーク。 |
| 楽天モンキーズ     | 10   | ファンナンバー   | その他     | 2007年     | 年間スローガン「All For Fans」の発表を記念して制定された。 |
| 楽天モンキーズ     | 52   | 陳金鋒           | 外野手     | 2016年     | 100本塁打をマークし、チームの創成期を支えた。 |
| 味全ドラゴンズ     | 85   | 徐生明           | 監督       | 2021年     | 当初は富邦の永久欠番であったが、2021年10月16日に引き継ぐ形で制定。 台湾史上初の700勝を挙げる名監督であったが、富邦監督時代の2013年に、前期優勝の後、後期の試合後に心筋梗塞で急逝。 |

2012年シーズン前に、中信兄弟の前身である兄弟エレファンツの林易増の4（2001年～）、王光輝内野手の26（2008～）、統一ライオンズの曽智偵捕手の10（1999～）の永久欠番指定を一斉に解消している。その後兄弟エレファンツは2012年3月25日に初代監督である曾紀恩の番号「67」を改めて永久欠番を制定。
同じく富邦ガーディアンズの前身である、興農ブルズ時代に10がファンの番号、17が黄忠義二塁手の番号として2009年に永久欠番に指定されていたが、2012年に義大ライノズに買収された際にチーム一新として消滅した。

## 日本の独立リーグの永久欠番
日本独立リーグ野球機構（IPBL）に加盟している四国アイランドリーグplus、ベースボール・チャレンジ・リーグ、北海道フロンティアリーグ、日本海リーグ、関西独立リーグ（旧・BASEBALL FIRST LEAGUE）の球団でも永久欠番を制定している球団が存在する。✝は野球殿堂入り選手。

### 四国アイランドリーグplusの永久欠番
高知ファイティングドッグス
- 0：梶田宙（外野手）[40][41] 2014年9月13日
四国アイランドリーグ発足時の選手で、実働10年でリーグ公式戦最多出場を記録[42]。

愛媛マンダリンパイレーツ
- 77：弓岡敬二郎（監督）[43] 2016年11月25日
チーム初のリーグ総合優勝、独立リーグ日本一、前後期優勝とリーグ総合優勝を合わせた完全優勝を達成。2016年監督退任並びにオリックス・バファローズへのコーチ復帰時に永久欠番に指定された。2022年から監督に再任するに当たって再び着用している[44]。

### ルートインBCリーグの永久欠番
リーグ全球団
- 10
リーグ発足前年、急死した新潟県在住の少年野球選手が生前「新潟のプロ野球球団を応援したい」という思いを抱いていたことを遺族の手紙でリーグ創設者の村山哲二が知り、それを励みにリーグを実現させたことから、少年が所属していた野球チームでキャプテンが使用する番号（少年が付けることを望んでいた）をリーグ全球団の永久欠番としている[45]。リーグ発足当初は新潟アルビレックス・ベースボール・クラブだけが永久欠番としていた[46]。2014年の時点では欠番に指定していたのは新潟と信濃グランセローズであった[47]。この段階では10番を付けた選手が在籍する球団があったが、2015年の開幕前に石川ミリオンスターズ[48]および群馬ダイヤモンドペガサス[49]の該当選手が番号を変更したことで、このシーズンよりリーグに10番の選手はいなくなった[50]。
その後、リーグから西地区4チームが離脱して日本海オセアンリーグを結成し（2022年にリーグ戦開始）、同リーグはこの番号の扱いについて明確にしていなかったが、2022年シーズン開幕時点のロースターでは10番を付ける選手は在籍していなかった[51]。2023年からは日本海オセアンリーグは構成球団を入れ替える形でベイサイドリーグとなり、脱退した富山GRNサンダーバーズと石川ミリオンスターズは新たに日本海リーグを結成したが、2023年の両リーグには10番を付けた選手が在籍しており（千葉スカイセイラーズと石川ミリオンスターズ）[52][53]、いずれもリーグとして欠番扱いは取りやめている。
2024年より新潟はイースタン・リーグに移ったが、BCリーグとしてこの番号の扱いを変更するという話は出ていない。

### 北海道フロンティアリーグの永久欠番
士別サムライブレイズ
- 10：ファンナンバー
「応援してくれる皆様の番号」としてサポーターズNo.に指定されている。

### 日本海リーグの永久欠番
石川ミリオンスターズ
- 12：木田優夫（投手） 2014年9月14日
プロ野球選手として実働26年、56試合の独立リーグ最多登板を記録。独立リーグ日本一に貢献。
- 34：森慎二（監督・コーチ・投手）[54] 2017年9月2日
監督としてチームを初の独立リーグ日本一に導く。2017年、西武コーチ在任中に急逝し、永久欠番指定された[54]。

### さわかみ関西独立リーグの永久欠番
兵庫ブレイバーズ
- 17：山川和大（投手）[55] 2016年12月28日
2016年のドラフト会議で巨人に育成選手指名され、入団決定。その後、山川は2022年に兵庫に復帰したが、背番号は前回所属時とは異なる30を使用する[56]。
- 27：薬師神真之（内野手）[55] 2016年12月28日
2016年のシーズン中に現役のまま急逝[57]。「活躍、ならびに志と高い人間性に敬意を表して」決定された[55]。
- 50：向谷拓巳（内野手）[55] 2016年12月28日
2016年のドラフト会議で楽天に育成選手指名され、入団決定。
- 66：山崎章弘（監督）[55] 2016年12月28日
チーム創設以来指導に携わり（当初はコーチ、2013年より監督）、監督時代は毎年優勝またはそれに準じる成績をあげた。なお、2019年の再任に際して再度着用した（同年限りで退任）。
- 77：田中耀飛（外野手）[58] 2017年12月25日
2017年のドラフト会議で、リーグ史上初の支配下登録枠で楽天に指名され、入団決定。

## 日本のアマチュア野球の永久欠番

### 大学野球
日米大学野球選手権大会日本チーム（現・侍ジャパン大学日本代表）
- 13：東門明（三塁手）1972年 - 
  - 元早稲田大学野球部三塁手。第1回日米大学野球選手権大会で送球を頭部に受けて急死。

早稲田大学（東京六大学野球連盟）
- 9：東門明（三塁手）1972年 -

國學院大學（東都大学野球連盟）
- 38：彬子女王（皇族、三笠宮家）
  - 2016年に同学の特別招聘教授に就任し、同年9月21日の秋季リーグ戦（対東洋大学）にて始球式を務めたことによる。38は「宮（ミヤ）家」にちなむ。

創価大学（東京新大学野球連盟）
- 15：鳥居輝之（投手）1992年 - 2015年
  - 3年時の1992年2月10日に病没。2015年秋季より田中正義がつけるまで監督の岸雅司が欠番としていた。

岐阜協立大学（東海地区大学野球連盟）
- 15：中野宏紀（投手）（2014年 - ）
  - 1年時の2014年5月に交通事故死。

## 女子プロ野球の永久欠番
埼玉アストライア
- 23：川端友紀（内野手）2019年1月31日
  - 川端慎吾の実妹として、女子野球の知名度向上に尽力した。

## 野球ナショナルチームの永久欠番
野球中華民国代表
✝:台湾棒球名人堂の野球殿堂表彰者
- 33：郭源治✝（投手）
1999年指定。中日ドラゴンズに所属しており、帰国後も台湾球界で活躍する。後に許銘傑、羅嘉仁らが使用。

野球アメリカ合衆国代表
- 41：マーク・マグワイア（一塁手）

野球プエルトリコ代表
✝:アメリカ野球殿堂表彰者
- 21：ロベルト・クレメンテ✝（外野手）
- 22：ルーベン・ゴメス（投手）
- 30：オーランド・セペダ✝（一塁手）

野球ベネズエラ代表
✝:アメリカ野球殿堂表彰者
- 11：ルイス・アパリシオ✝（遊撃手）
- 17：チコ・カラスケル（英語版）（遊撃手）